# David Pryde
David Johnstone Pryde (* 1890; † 2. August 1959) war ein britischer Politiker. Er war Mitglied und Vertreter der National Union of Scottish Miners.

## Politischer Werdegang
Bei den Unterhauswahlen 1931 setzte sich der Unionist Archibald Maule Ramsay im Wahlkreis Peebles and Southern Midlothian gegen den Labour-Politiker Joseph Westwood durch, welcher den Wahlkreis seit 1922 im britischen Unterhaus vertrat. Bei den folgenden Unterhauswahlen 1935 trat Pryde als Nachfolger Westwoods für die Labour Party erstmals zu Wahlen auf nationaler Ebene an. Trotz signifikanten Stimmgewinnen für seine Partei, unterlag er Ramsay. Zu den Nachkriegswahlen 1945 trat Ramsay nicht mehr an. Mit einem Stimmenanteil von 55,7 % erhielt Pryde am Wahltag die Stimmmehrheit und zog in der Folge erstmals in das House of Commons ein.
Zum Ende der Wahlperiode wurde Prydes Wahlkreis Peebles and Southern Midlothian aufgelöst. Zu den folgenden Unterhauswahlen 1950 bewarb sich Pryde daher um das Mandat des neugeschaffenen Wahlkreises Midlothian and Peebles, in dem weite Teile des vorherigen Wahlkreises aufgegangen waren. Pollock gewann die Abstimmung ebenso deutlich wie die folgenden Wahlen 1951.
Nachdem auch der Wahlkreis Midlothian and Peebles zum Ende der Wahlperiode aufgelöst worden war, trat Pryde zu den Unterhauswahlen 1955 im Wahlkreis Midlothian, einem der Nachfolgewahlkreise, an. Er konnte 60,2 % der Stimmen für sich verbuchen und behielt damit seinen Sitz im House of Commons. Kurz vor Ende der Wahlperiode verstarb Pryde. Da das Parlament kurz vor der Auflösung stand, wurden im Wahlkreis keine Nachwahlen angesetzt. Bei den folgenden Unterhauswahlen 1959 verteidigte James Hill das Mandat für die Labour Party. Im Parlament sind 504 Wortbeiträge Prydes verzeichnet.